# Discestra morana
Discestra morana är en fjärilsart som beskrevs av Smith 1910. Discestra morana ingår i släktet Discestra och familjen nattflyn. Inga underarter finns listade i Catalogue of Life.